# 基兰·奥尔特-康奈尔
基兰·奥尔特-康奈尔（英語：Kieran Ault-Connell，1981年7月30日—），澳大利亚男子田径运动员。他曾代表澳大利亚参加2000年和2004年夏季残疾人奥林匹克运动会田径比赛，获得二枚金牌和一枚银牌。